# Cimarron Firearms
A Cimarron Firearms é uma importadora de armas de fogo Norte americana que está em operação desde 1984. Sua especialidade são réplicas de armas usadas desde a época da Guerra Civil Americana até o fim do período do Velho Oeste, que são fabricadas sob suas especificações. Fundada por Mike Harvey em Houston, hoje sua sede está localizada em Fredericksburg, também no Texas.
A Cimarron produz armas de fogo na indústria de réplicas de armas ocidentais. As armas de fogo são fabricadas de acordo com suas especificações pela Uberti e pela Pedersoli na Itália. A Uberti fabrica seus revólveres, rifles de ação de alavanca, bem como o rifle por ação de bloco cadente de tiro único de 1885 e espingardas. A Pedersoli fabrica rifles de tiro único por ação de bloco pivotante e por bloco cadente de acordo com suas especificações. Em 2011, a Cimarron contratou a Armscor das Filipinas para fabricar uma pistola semiautomática padrão M1911 anterior à 2ª Guerra Mundial de acordo com suas especificações.